# 에어포스 (영화)
《에어 포스》(Air Force)는 미국에서 제작된 하워드 혹스 감독의 1943년 액션, 드라마, 전쟁 영화이다. 존 리질리 등이 주연으로 출연하였고 할 B. 월리스 등이 제작에 참여하였다.

## 출연

### 주연
- 존 리질리
- 존 가필드

### 조연
- 해리 캐리
- 기그 영
- 아서 케네디
- 찰스 드레이크
- 조지 토비아스
- 워드 우드

## 기타
- 미술: 존 휴즈